# Mülheim an der Mosel
Mülheim an der Mosel (do 31.05.2013 Mülheim (Mosel)) – miejscowość i gmina w Niemczech, w kraju związkowym Nadrenia-Palatynat, w powiecie Bernkastel-Wittlich, wchodzi w skład gminy związkowej Bernkastel-Kues.